# Pittakos från Mytilene
Pittakos från Mytilene, född cirka 640 f.Kr. i Mytilene, död 568 f.Kr., var en grekisk statsman och räknas som en av Greklands sju vise.